# Veľké Lovce
Veľké Lovce este o comună slovacă, aflată în districtul Nové Zámky din regiunea Nitra. Localitatea se află la altitudinea de 162 m deasupra n.m., se întinde pe o suprafață de 25,85 km2 și în 2017 număra 1.860 de locuitori.

## Istoric
Localitatea Veľké Lovce este atestată documentar din 1247.

## Demografie
| An:                | 1994 | 2004   | 2014   | 2024   |
| ------------------ | ---- | ------ | ------ | ------ |
| Număr de persoane: | 2113 | 2079   | 1918   | 1746   |
| Diferență:         |      | −1,60% | −7,74% | −8,96% |

| An:                | 2023 | 2024   |
| ------------------ | ---- | ------ |
| Număr de persoane: | 1737 | 1746   |
| Diferență:         |      | +0,51% |